# OPN1SW
OPN1SW, plavo-senzitivni opsin je protein koji je kod ljudi kodiran OPN1SW genom.

## Literatura
1. ↑  Nathans J, Thomas D, Hogness DS (1986). „Molecular genetics of human color vision: the genes encoding blue, green, and red pigments”. Science. 232 (4747): 193—202. PMID 2937147. doi:10.1126/science.2937147.
2. ↑  Fitzgibbon J, Appukuttan B, Gayther S, Wells D, Delhanty J, Hunt DM (1994). „Localisation of the human blue cone pigment gene to chromosome band 7q31.3-32”. Hum Genet. 93 (1): 79—80. PMID 8270261.
3. ↑  „Entrez Gene: OPN1SW opsin 1 (cone pigments), short-wave-sensitive (color blindness, tritan)”.

## Dodatna literatura
- Applebury ML, Hargrave PA (1987). „Molecular biology of the visual pigments.”. Vision Res. 26 (12): 1881—95. PMID 3303660. doi:10.1016/0042-6989(86)90115-X.
- Swanson WH, Cohen JM (2003). „Color vision.”. Ophthalmology clinics of North America. 16 (2): 179—203. PMID 12809157. doi:10.1016/S0896-1549(03)00004-X.
- Weitz CJ, Went LN, Nathans J (1992). „Human tritanopia associated with a third amino acid substitution in the blue-sensitive visual pigment.”. Am. J. Hum. Genet. 51 (2): 444—6. PMC 1682686 . PMID 1386496.
- Weitz CJ; Miyake Y; Shinzato K;  . (1992). „Human tritanopia associated with two amino acid substitutions in the blue-sensitive opsin.”. Am. J. Hum. Genet. 50 (3): 498—507. PMC 1684278 . PMID 1531728.
- Oprian DD, Asenjo AB, Lee N, Pelletier SL (1992). „Design, chemical synthesis, and expression of genes for the three human color vision pigments.”. Biochemistry. 30 (48): 11367—72. PMID 1742276. doi:10.1021/bi00112a002.
- Sarkar G, Sommer SS (1989). „Access to a messenger RNA sequence or its protein product is not limited by tissue or species specificity.”. Science. 244 (4902): 331—4. PMID 2565599. doi:10.1126/science.2565599.
- Nathans J; Piantanida TP; Eddy RL;  . (1986). „Molecular genetics of inherited variation in human color vision.”. Science. 232 (4747): 203—10. PMID 3485310. doi:10.1126/science.3485310.
- Shimmin LC, Mai P, Li WH (1997). „Sequences and evolution of human and squirrel monkey blue opsin genes.”. J. Mol. Evol. 44 (4): 378—82. PMID 9089077. doi:10.1007/PL00006157.
- Scherer SW; Cheung J; MacDonald JR;  . (2003). „Human chromosome 7: DNA sequence and biology.”. Science. 300 (5620): 767—72. PMC 2882961 . PMID 12690205. doi:10.1126/science.1083423.
- Gunther KL, Neitz J, Neitz M (2006). „A novel mutation in the short-wavelength-sensitive cone pigment gene associated with a tritan color vision defect.”. Vis. Neurosci. 23 (3-4): 403—9. PMID 16961973. doi:10.1017/S0952523806233169.